# Kivi-Vigala
Kivi-Vigala – wieś w Estonii, w prowincji Rapla, w gminie Vigala.